# Chaqueta de mezclilla

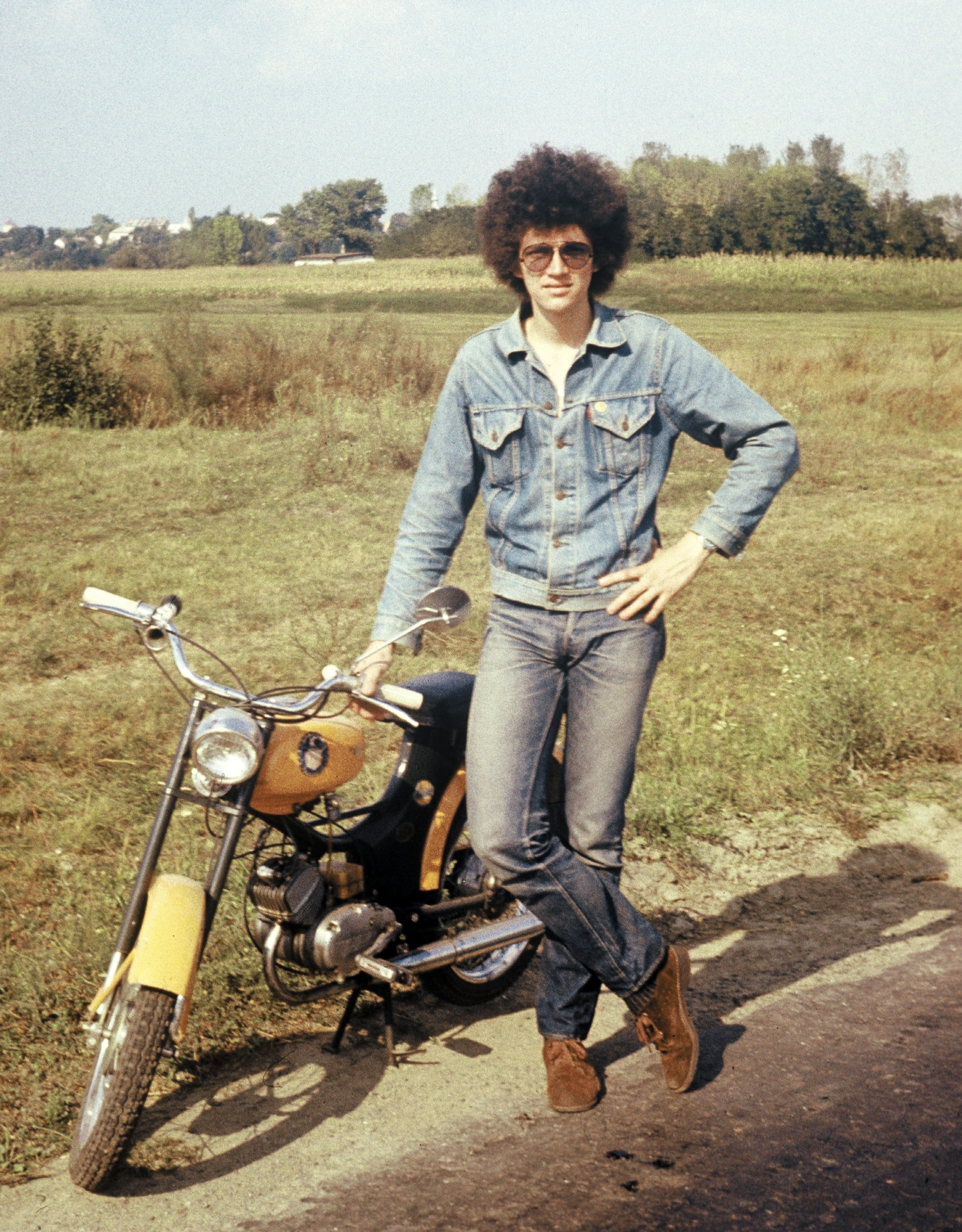
Un hombre fotografiado con una chaqueta de mezclilla en Hungría en 1976.

Una chaqueta de mezclilla, también llamada chaqueta de jean, chaqueta de jeans o chaqueta vaquera, es una chaqueta hecha de mezclilla (denim o drill). Introducida en Estados Unidos a finales del siglo XIX, ha sido un tipo de prenda informal popular entre hombres y mujeres y ha sido descrito como un elemento icónico de la moda estadounidense. Aunque es un elemento básico de la moda western, la chaqueta vaquera también goza de un atractivo más general.

## Historia
La primera chaqueta vaquera registrada forma parte de la colección de la Comisión Histórica Alemana de Renania (Stiftung Historische Kommission für die Rheinlande, 1789–1815) y data de 1805 o 1810. En Estados Unidos, la primera chaqueta de mezclilla registrada es de alrededor de 1880 y fue obra del empresario alemán Levi Strauss, aproximadamente diez años después de que comenzara a vender pantalones vaqueros con remaches de cobre como un nuevo tipo de ropa de trabajo destinada a ser utilizada por vaqueros, mineros y trabajadores de ferrocarril. La chaqueta vaquera «Tipo III», presentada por Levis Strauss & Co. en 1962, ha sido descrita como la chaqueta vaquera «por encima de todas». También conocida como «la chaqueta de camionero», los elementos de diseño del Tipo III incluyen un estilo cónico, bolsillos de ribete para las manos y costuras de barra que sujetan las aberturas de los bolsillos del pecho y de las mangas.
En 2014, Google colaboró con Levi Strauss & Co. para desarrollar una chaqueta vaquera «conectada» descrita por Wired como la «chaqueta vaquera del futuro». La tecnología subyacente, denominada «Jacquard», comprendía un procesador, una batería incorporada y un hilo especial que otorgaba a la parte inferior del brazo una funcionalidad de pseudo-pantalla táctil. Ese mismo año, la New York Fashion Week presentó varias chaquetas de mezclilla, y The Guardian predijo que la chaqueta de mezclilla «estaría en todas partes en 2018». A finales de 2019 se lanzó una segunda versión de la chaqueta Jacquard, con una apariencia más parecida a las chaquetas sin la tecnología y a un precio más bajo.
Además de Levi Strauss & Co., las empresas que diseñan chaquetas de mezclilla incluyen a Wrangler, Calvin Klein, Tom Ford, Gucci y Dior, entre otras.

## Impacto cultural
Según GQ, hay «pocas cosas más emblemáticas, más típicamente estadounidenses, que una chaqueta vaquera» y la revista la ha calificado como «un elemento básico para los hombres con estilo». Las chaquetas de mezclilla también han sido populares entre las mujeres.
Las chaquetas de mezclilla, al igual que los pantalones vaqueros, son un elemento importante de la moda western; sin embargo, al igual que los pantalones vaqueros mismos, también han gozado de un atractivo más general. Entre los usuarios conocidos de chaquetas de mezclilla se incluyen los artistas occidentales James Dean y John Lennon, así como el disidente anticomunista polaco Jacek Kuroń. En 2017, GQ opinó que Kanye West parecía poseer «una cantidad alarmante de chaquetas de mezclilla», y comentó que «no parece pasar unos días sin usar una».
Según Levi Strauss & Co., la chaqueta vaquera ha atraído tradicionalmente a los inconformistas como «un golpe a los 'trajes' del mundo, su herencia informal pero a la vez atrevida la convierte en la prenda ideal para fastidiar a El Hombre».
En la película ¡Nop! de Jordan Peele de 2022, el extraterrestre volador es finalmente conocido como «Jean Jacket» («Chaqueta de mezclilla»), llamado así por uno de los caballos de Em.

## Uso y estilo
Si bien las chaquetas de mezclilla se encuentran predominantemente en azul, la mezclilla se puede teñir de cualquier color que se pueda lograr con el algodón, por lo que también existen chaquetas en colores como el blanco y el violeta. Al igual que con los pantalones vaqueros, es posible comprar chaquetas de mezclilla que no han sido lavadas ni desgastadas en la fábrica y, en cambio, se destiñen y se ablandan naturalmente con el tiempo y el uso. También están disponibles chaquetas vaqueras con forro de sherpa para mayor calidez.

### Esmoquin canadiense

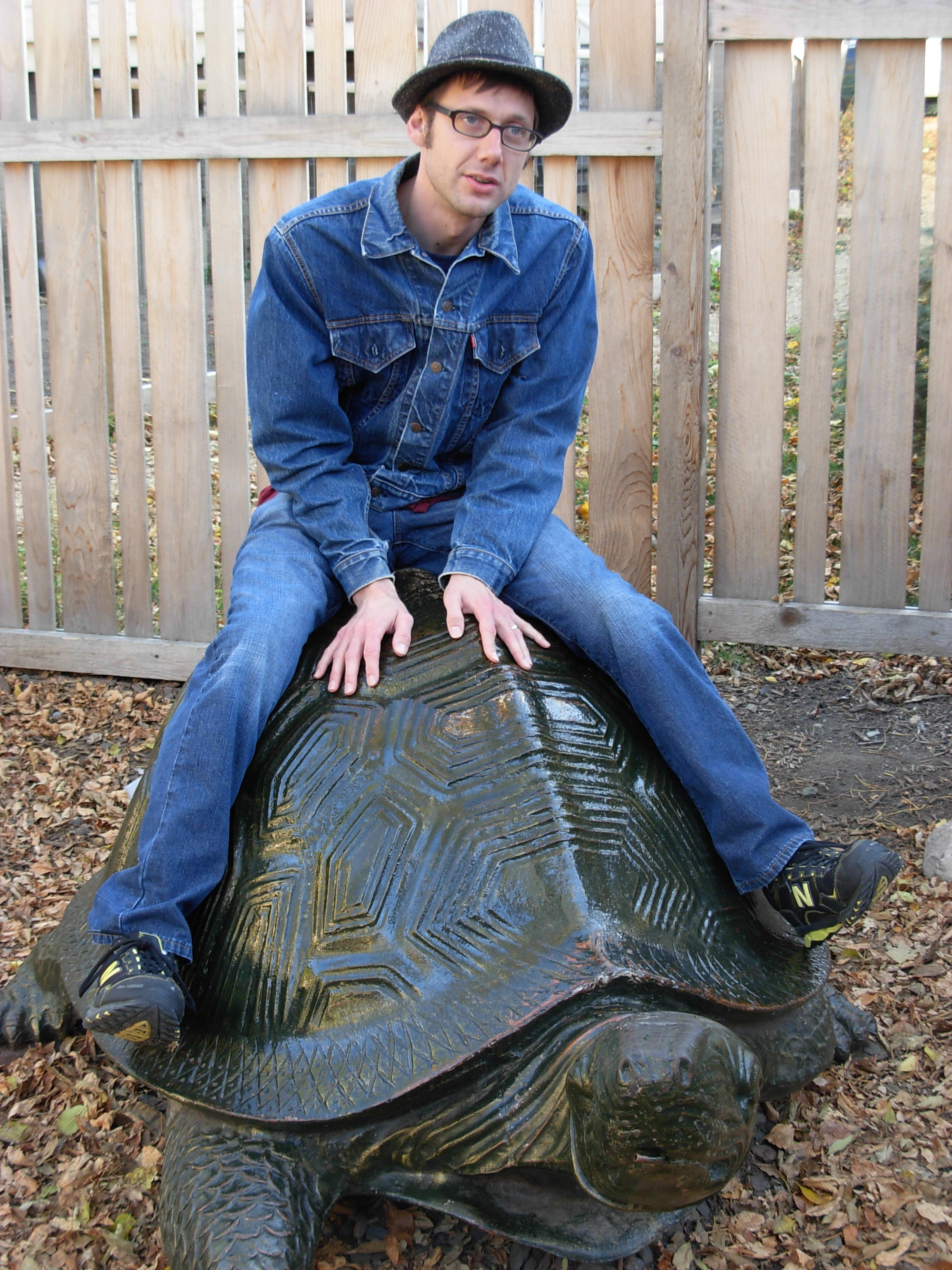
Un hombre sentado sobre una estatua de una tortuga y vestido con un «esmoquin canadiense».

Un «esmoquin canadiense» (también conocido como «doble denim») es un término coloquial para usar una camisa de mezclilla o una chaqueta de mezclilla con pantalones de mezclilla. Según se informa, el término se originó en 1951 después de que a Bing Crosby se le negara la entrada a un hotel en Vancouver, Columbia Británica, porque vestía una camiseta y pantalones de mezclilla. Tras conocerse el incidente, Levi Strauss & Co. diseñó un esmoquin confeccionado íntegramente en mezclilla para Crosby como truco publicitario.
A pesar de su nombre, el «esmoquin canadiense» no es un estilo específicamente canadiense, sino que también está estrechamente relacionado con imágenes de la cultura pop estadounidense, como el Marlboro Man.
Se ha atribuido al incidente de Crosby el mérito de haber contribuido a impulsar la evolución del denim, que pasó de ser una prenda de trabajo para obreros a un elemento básico de la moda; sin embargo, la popularidad del look completo de «esmoquin canadiense» ha variado, siendo aceptado como elegante y tendencia en algunos momentos y como un paso en falso de la moda en otros. Algunos estilistas de moda han afirmado que el look funciona mejor si los pantalones vaqueros y la chaqueta son de colores diferentes que si son del mismo tono. El «esmoquin canadiense» también se ha interpretado a veces como si incluyera una camisa de franela debajo de la chaqueta, aunque esta no es una definición universal.
El esmoquin canadiense alcanzó un «pico en la cultura popular» en 2001 cuando Britney Spears y Justin Timberlake usaron la combinación en los Premios American Music de ese año. En 2016, el primer ministro de Canadá, Justin Trudeau, vistió un «esmoquin canadiense» en un concierto de The Tragically Hip. Lady Gaga también ha llevado un esmoquin canadiense en público.
En 2014, Levi Strauss produjo una tirada limitada de 200 réplicas de la chaqueta de esmoquin Crosby original como parte de la línea de ese año. Varias casas de diseño de moda también han producido interpretaciones de alta costura del «esmoquin canadiense».